# أسطول غواصات يو الرابع والعشرون
أسطول غواصات يو الرابع والعشرون اسطول تدريب (" Unterseebootsflottille Ausbildungsflottille ") لبحرية ألمانيا النازية كريغسمرينه خلال الحرب العالمية الثانية. 

## تاريخ الوحدة
تأسس الأسطول في مدينة دانزيج في نوفمبر عام 1939 تحت قيادة كورفيتنكابيتن هانز فاينغارتنر باسم " Unterseebootsausbildungsflottille ". تم إعادة تشكيله 1. Unterseebootsausbildungsflottille في أبريل 1940، ثم 24 . Unterseebootsflottille في يونيو 1940.
قام الأسطول بتدريب القادة الجدد لغواصات يو على تقنيات الهجوم في Kommandantenschiesslehrgang («دورة تدريب القادة على الرماية»). استمرت الدورة أربعة أسابيع وتمت عملية تدريب 10 إلى 12 ضابط في كل مرة. تم حل الأسطول في مارس 1945. 

## قواعد
- دانزيج (نوفمبر 1939 – يونيو 1940)
- ميميل (يونيو 1940 – يونيو 1941)
- تروندهايم (يونيو – سبتمبر 1941)
- ميميل (سبتمبر 1941 – أكتوبر 1944)
- غوتنهافن (أكتوبر 1944 – فبراير 1945)
- إيكرنفورد (فبراير – مارس 1945)

## قادة الأسطول
- كورفيتنكابيتان Hannes Weingärtner (نوفمبر 1939 – يوليو 1942)
- كابتن ات سي Rudolf Peters (يوليو 1942 – يناير 1943)
- فريجاتن كابيتان كارل فريدريش ميرتين (مارس 1943 – مايو 1944)
- Korvettenkapitän Karl Jasper (May – July 1944)
- فريجاتن كابيتان كارل فريدريش ميرتين (يوليو 1944 – مارس 1945)

## غواصات
تم تخصيص ثلاثة وخمسين غواصة لهذا الأسطول أثناء خدمته. 
- يو-8
- U-9
- U-14
- U-18
- U-19
- U-28
- U-29
- U-30
- U-34
- U-38
- U-46
- U-52
- U-56
- U-71
- U-72
- U-80
- U-96
- U-101
- U-103
- U-121
- U-142
- U-143
- U-148
- U-151
- U-152
- U-236
- U-251
- U-287
- U-351
- U-393
- U-554
- U-555
- U-560
- U-579
- U-612
- U-704
- U-747
- U-748
- U-749
- U-750
- U-763
- U-821
- U-982
- U-999
- U-1007
- U-1008
- U-1161
- U-1162
- U-1192
- U-1193
- U-1195
- U-1207
- UD-4